# Frères musulmans en Syrie

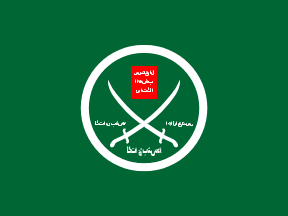
Drapeau des frères musulmans.

En Syrie, le mouvement des Frères musulmans se constitue dans les années 1930 à l'initiative de jeune gens partis étudier en Égypte, où ils ont adhéré au mouvement fondé en 1928 par Hassan el-Banna. Ils mettent sur pied des réseaux d'associations qui permettent au mouvement de se développer dans le pays, sans constituer à proprement parler un parti politique. À partir des années 1970, les Frères musulmans deviennent la principale force d'opposition au régime baathiste. Présents dans les grandes villes du pays (Hama, Homs et Damas), ils recrutent parmi les classes populaires. Leur opposition prend une forme insurrectionnelle au cours des années 1976-1982, avec l’organisation de plusieurs attentats contre des cadres du régime.

## Histoire
À la fin des années 1970, le mouvement se lança dans une lutte armée contre le régime baathiste, organisant des attentats. En juin 1979, les cadets alaouites de l'École d'artillerie d'Alep sont pris pour cible (plusieurs dizaines y sont exécutés). En réaction, en juillet 1980, la loi n°49 - toujours en vigueur - stipule qu'«est considéré comme criminel et sera puni de la peine capitale quiconque est affilié à l'organisation de la communauté des Frères musulmans. » Le soulèvement de la ville de Hama en février 1982 est un échec. Après des bombardements et un siège meurtrier de près d’un mois, le pouvoir en reprend le contrôle. Les opérations ont détruit le centre de la ville et fait entre 15 000 et 20 000 morts ,.
Le 17 mars 2006, les Frères musulmans syriens créent à Bruxelles avec Abdel Halim Khaddam, vice-président syrien ayant fait défection, un Front de Salut National auquel adhèrent aussi des opposants arabes et kurdes venus de divers partis. En 2009, au moment de la guerre de Gaza, la confrérie conclut une trêve avec le pouvoir syrien. En juillet 2010, Ali Sadr ad-Din al-Bayanouni, le leader syrien des Frères musulmans depuis 1996, cède sa place à Mohammed Riyad Al Chaqfeh, qui rompt la trêve avec le régime.
La confrérie n'est plus actuellement qu'une force politique en Syrie, mais elle maintient néanmoins un réseau d'appui mené depuis Londres et Chypre, sa direction se situant à Istanbul. Son financement provient essentiellement du Qatar et des pétromonarchies du Golfe. Dans le contexte de la guerre civile syrienne, elle est par ailleurs majoritaire au sein du Conseil national syrien, bien que ses membres y siègent à titre individuel et non au titre de leur mouvement, et domine la Coalition nationale des forces de l'opposition et de la révolution selon l'universitaire Fabrice Balanche et l'opposant syrien Haytham Manaa.
Comme en Égypte, le mouvement (qui a adhéré à la Déclaration de Damas en 2005) a officiellement abandonné la violence, et demande l'installation d'une démocratie en Syrie, où le multipartisme serait assuré dans l'espoir de prendre le pouvoir par les urnes. Il n'exige pas un État islamique mais la référence à la charia comme "l’une des bases de la législation". Dans le cadre de la guerre civile syrienne, il prône une intervention étrangère limitée. Les partis kurdes accusent régulièrement les Frères musulmans de servir de cheval de Troie pour la Turquie.
Mohamed Hikmat Walid est élu président du mouvement lors des élections internes de 2013. Il est présenté par le chercheur Raphaël Lefèvre comme « un islamiste modéré qui essaie tant bien que mal de moderniser les positions de la confrérie et de faire davantage de place aux jeunes, sa cheville ouvrière et pourtant sous-représentée au sein d'une direction vieillissante. Il tente aussi, avec grande difficulté, d’accroître les activités caritatives de la confrérie en Syrie afin de rétablir sa base populaire après trente années d'exil du parti ». Ayant passé plusieurs années en Arabie saoudite, il a amélioré les relations du mouvement avec le royaume, ce qui lui a permis, d'après le journaliste Pierre Puchot, « de conserver une place majeure au sein de l'opposition syrienne ». Parmi les groupes armés de la guerre civile syrienne, les Frères musulmans soutiennent la Légion du Sham.